# Le amanti di Jesse il bandito

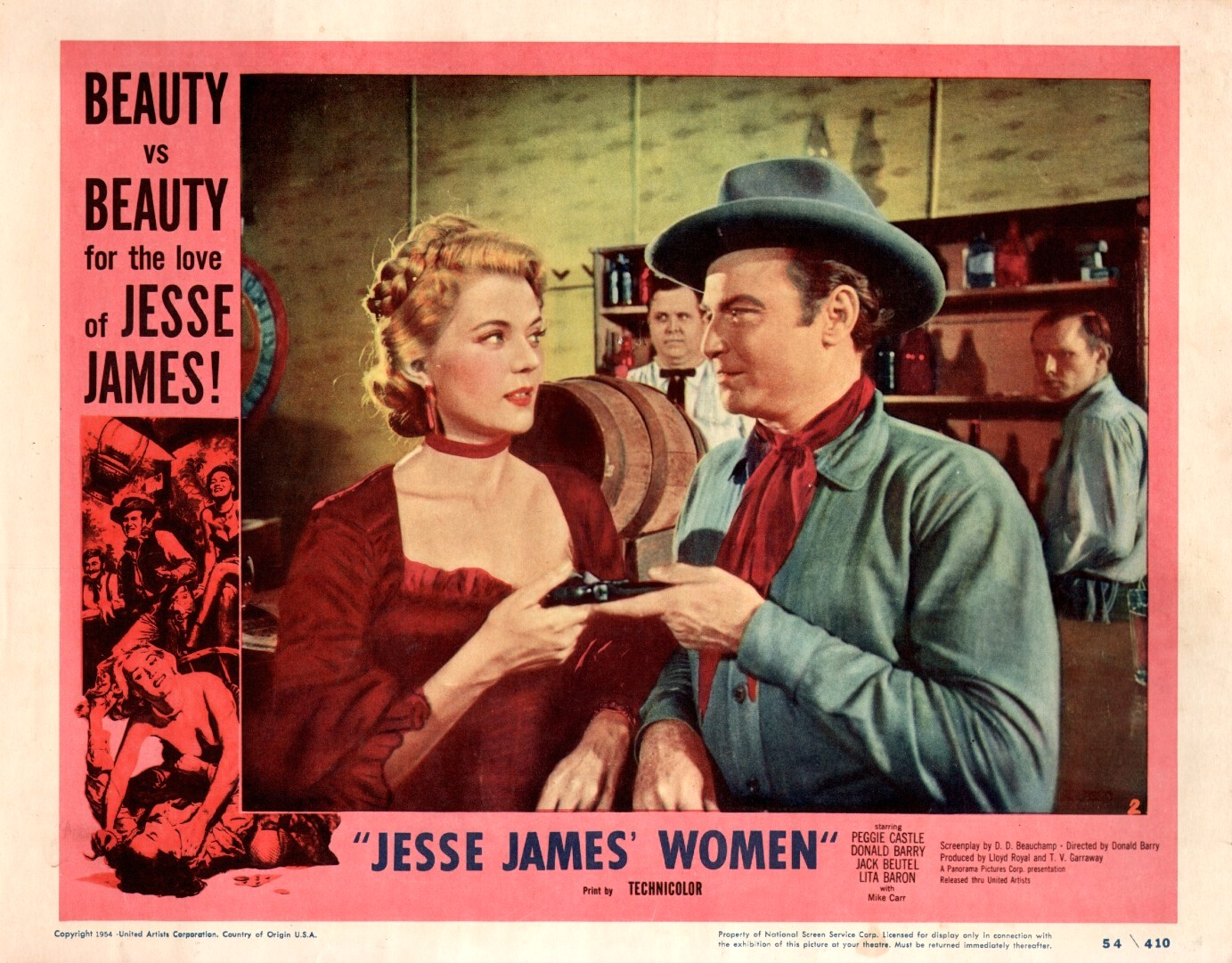

Le amanti di Jesse il bandito (Jesse James' Women) è un film del 1954 diretto da Don 'Red' Barry.
È un western statunitense con Don 'Red' Barry, Peggie Castle e Jack Buetel.

## Produzione
Il film, diretto da Don 'Red' Barry su una sceneggiatura di D.D. Beauchamp, Don 'Red' Barry, Lloyd Royal, T.V. Garraway e William R. Cox e un soggetto dello stesso Beauchamp, fu prodotto da Royal e Garraway tramite la Panorama Pictures e girato a Silver Creek, Mississippi, dal 29 settembre 1953. Il film costò circa 160.000 dollari.

## Distribuzione
Il film fu distribuito con il titolo Jesse James' Women negli Stati Uniti dal 4 settembre 1954 al cinema dalla United Artists.
Altre distribuzioni:
- in Messico il 26 aprile 1963 (Los amores de Jesse James)
- in Austria (Wanted Kopfgeld 20000 $)
- in Italia (Le amanti di Jesse il bandito)

## Promozione
Le tagline sono:
- HIS DEADLY EXPLOITS, ADVENTURES...and Women!
- BEAUTY vs. BEAUTY...for the love of JESSE JAMES! They met him on the double-cross roads of love!
- ROARING WITH EXCITEMENT!...And the Women Who Made the West Wonderful, Wild and Deadly!
- The Battle of the Sexes and the Sixes Rages across the Lusty West! Women WANTED him... more than the Law!